# Estación 106 Sul
La Estación 106 Sul es una de las estaciones del Metro de Brasilia, situada en Brasilia, la capital federal de Brasil, entre la Estación 104 Sul y la Estación 108 Sul.
La estación se sitúa próxima al Cine Brasilia, el mayor cine del país y escenario del Festival de Brasilia de Cine Brasileño.